# Григорий Маркопулос
Григорий (на гръцки: Γρηγόριος) е гръцки духовник, солунски митрополит на гръцката старостилна Църква на истинно-православните християни на Гърция (Синод на Хрисостом).

## Биография
Роден e в 1970 година в Пирея, Гърция, със светското име Димитриос Маркопулос (Δημήτριος Μαρκόπουλος). Завършва училище по изкуства и църковното Ризарио. Учи в Богословския факултет на Атинския университет. В 1989 година се замонашва в манастира „Покров Богородичен“ в Агиос Стефанос, Атика. В същата година е ръкоположен от митрополит Атанасий Ахарнски и Неайонийски. В 1994 година е ръкоположен за презвитер от архиепископ Хрисостом Атински и Гръцки. Служи като свещеник в енория „Света Екатерина“ в Атина и в „Благовещение Богородично и Вси Светии“ в Пири, Тиванско. През август 1999 година е избран и ръкоположен от Светия синод за титулярен христиануполски епископ. От октомври 2003 година е наместник на Сярската митрополия. През октомври 2015 година е избран за солунски митрополит. Председател е на синодалната комисия за догматични и канонични въпроси и младежта, член е на синодалната комисия за социални дейности. Директор е на изданието „Фони тис Ортодоксияс“ от май 1998 до юли 1999 година.